# Allround
Allround är en mångkamp inom frisbeesporten bestående av sex grenar - längd, Self Caught Flights, discgolf, discathon, fristil och DDC. Internationellt ingår även grenen Precision. Deltagarnas poäng fås inte som i friidrottens mångkamper genom fastställda resultat, utan baseras på hur många deltagare spelaren slår i varje gren. Man tävlar normalt mot grenspecialister i alla grenar, vilket givetvis ställer mycket höga krav på allroundspelarens skicklighet. Dominerande inom allround både i Sverige och internationellt under slutet av 90-talet och hela 2000-talet har kalmarspelaren Christian Sandström varit.
Allround kan även betyda att man kan många saker, att man är allround.
Allround är dessutom en singelhit från 1999 med Wille Crafoord. Från albumet Den Dära Skivan och Den Dära Showen.